# Regnenses

Les peuples celtes du sud de l'Angleterre.

Les Regnenses, Regni ou Regini étaient un peuple de l'île de Bretagne, et plus tard une « civitas » de la province romaine. Leur capitale était Noviomagus Regnorum, aujourd'hui Chichester dans le Sussex de l'Ouest actuel.

## Histoire
(juin 2024).
Avant la conquête romaine il semble que leur territoire et leur capitale aient fait partie du territoire des Atrébates, peut-être dans le cadre d'une confédération de tribus. On a émis l'hypothèse qu'après la première phase de la conquête les Romains ont maintenu le royaume des Atrébates comme un royaume client avec une indépendance nominale, pour servir de tampon entre la province romaine à l'Est et les tribus non soumises à l'Ouest. Le royaume était dirigé par Tiberius Claudius Cogidubnus ; Tacite nous dit « quaedam civitates Cogidumno regi donatae (certaines civitates furent données au roi Cogidubnus) » et insiste sur sa loyauté. Une inscription du Ier siècle trouvée à Chichester nous donne ses noms latins, en indiquant qu'il a été gratifié de la citoyenneté romaine par Claude ou par Néron. Cogidubnus peut avoir été un parent de Verica, le roi atrébate dont le renversement avait été le prétexte de la conquête. Après la mort de Cogidubnus, le royaume aurait été incorporé à la province romaine administrée directement et divisé en plusieurs civitates, comprenant celles des Atrébates, des Belgae et des Regnenses (interprété comme signifiant en latin « les gens du royaume »).
Cette théorie, évidemment, dépend du fait de la reconstruction du nom de la civitas comme Regnenses, ce qui est loin d'être certain, car beaucoup de linguistes préfèrent un Regni ou Regini indigène. « Même la lecture du nom de la tribu au génitif pluriel en Ravennas comme Regnentium est une interprétation tendancieuse... Aller plus loin et faire de tout cela un Regnenses, « les Gens du Royaume », est plus que risqué... Le nom de la tribu chez Ptolémée est Regnoi, Rignoi, ou Reginoi... On a supposé ... que c'étaient les Regini britanniques » (Kenneth Jackson 1970). « C'est sûrement cela » (Rivet et Smith 1979). Ils étaient peut-être de même origine que les Segni de la Belgique.
De même, la théorie selon laquelle Cogidubnus aurait été créé légat, un grade qui n'a jamais été donné qu'aux sénateurs, se fonde sur la restitution d'une inscription endommagée de Chichester qu'on lirait comme « Cogidubni regis legati Augusti in Britannia » (« le roi et légat impérial en Bretagne"). On lit avec plus de vraisemblance : « Cogidubni regis magni Britanniae (le grand roi de Bretagne) (Bogaers 1979).

## Sources
- (en) Cet article est partiellement ou en totalité issu de l’article de Wikipédia en anglais intitulé « Regnenses » (voir la liste des auteurs).
- Tacitus, Agricola 14
- Bogaers, J. E. 1979. King Cogidubnus of Chichester: another reading of RIB 91. Britannia 10: 243-254.
- Jackson, K. 1970. Roman-British names in the Antonine itinerary. Britannia 1: 68-82.
- Rivet, A. L. F. & Smith, C. 1979. The Place-Names of Roman Britain.

## Liens
- Regnenses at Roman-Britain.org